# Hugh Lowell Montgomery

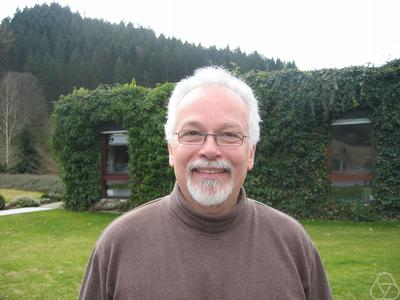
Hugh Lowell Montgomery en Oberwolfach en 2008

Hugh Lowell Montgomery (nacido el 26 de agosto de 1944) es un matemático estadounidense, que trabaja en los campos de la teoría analítica de números y el análisis matemático. Como erudito de Rhodes, Montgomery obtuvo su doctorado de la Universidad de Cambridge. Durante muchos años, Montgomery ha estado enseñando en la Universidad de Míchigan.
Es conocido por la conjetura de par de correlación de Montgomery, su desarrollo de los métodos del cribado grande y por escribir (con Ivan Morton Niven y Herbert Zuckerman) uno de los textos estándar introductorios de teoría de números, An Introduction to the Theory of Numbers, ahora en su quinta edición.